# セアーマーチン寒天培地

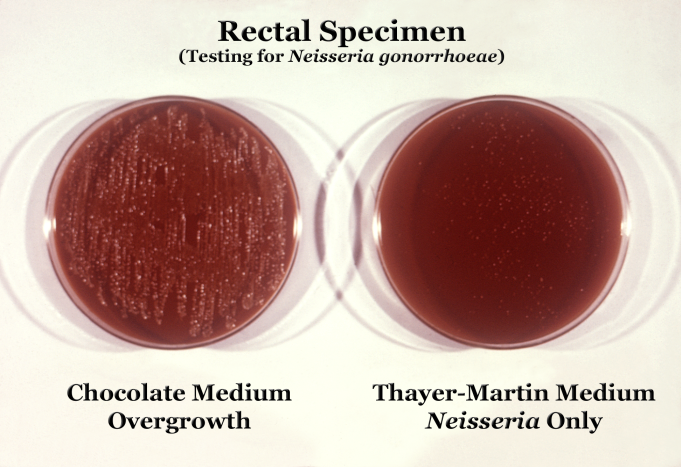
淋菌の増殖に使用した2種類の培地の比較。
左の非選択的なチョコレート寒天培地では、その組成上、淋菌以外の菌のコロニーも増殖可能であったが、右の選択的なセアーマーチン寒天培地では、淋菌以外の菌の生育を阻害する抗菌薬を含むため、過剰増殖は認められないが淋菌陽性である。

セアーマーチン寒天培地（セアーマーチンかんてんばいち、英：Thayer–Martin agar, Thayer–Martin medium, VPN agar）は、ミューラー・ヒントン寒天培地に5％ヒツジ血液と抗生物質を加えた培地である。この培地は、淋菌や髄膜炎菌などの病原性ナイセリア属菌の培養や分離に使用され、他のほとんどの微生物の増殖を阻害する。髄膜炎菌を培養する場合、通常はnormally sterileの体液（血液または髄液）から培養を開始するので、単なるチョコレート寒天培地を使用する。セアーマーチン寒天培地は1964年に開発され、改良されたものは1966年に発表された。

## 組成
通常、VPNの頭文字をとった以下の抗生物質の組み合わせが含まれている：
トリメトプリムはプロテウス属を阻害する[4]。
- バンコマイシンはほとんどのグラム陽性菌を殺すことができるが、ラクトバチルス属やペディオコッカス属など一部のグラム陽性菌は元来耐性を持つ。
- コリスチンとしても知られるポリミキシンは、ナイセリア属菌を除くほとんどのグラム陰性菌を殺すために添加されるが、レジオネラ属菌のような他のグラム陰性菌は耐性を持つ。
- ナイスタチンはほとんどの真菌を殺すことができる。
- トリメトプリムはプロテウス属菌を阻害する[4]。

## 臨床的意義
骨盤腹膜炎の症状を示す患者においてセアーマーチン寒天培地が陰性の場合、クラミジア・トラコマチスの感染である可能性が高い。